# Ministri delle finanze della Repubblica Ceca
Il presente elenco raccoglie tutti i nomi dei titolari del Ministero delle finanze della Repubblica Ceca, dalla nascita della Repubblica parlamentare nel 1993. 

## Lista
| Ministro | Ministro       | Ministro                  | Partito                                                        | Governo                                                            | Mandato          | Mandato          |
| Ministro | Ministro       | Ministro                  | Partito                                                        | Governo                                                            | Inizio           | Fine             |
| -------- | -------------- | ------------------------- | -------------------------------------------------------------- | ------------------------------------------------------------------ | ---------------- | ---------------- |
| Finanze  |                |                           |                                                                |                                                                    |                  |                  |
|          |                | Ivan Kočarnik (1944)      | Partito Democratico Civico                                     | Klaus I                                                            | 1º gennaio 1993  | 4 luglio 1996    |
| Klaus II | 4 luglio 1996  | Ivan Kočarnik (1944)      | Partito Democratico Civico                                     | 2 giugno 1997                                                      |                  |                  |
| Klaus II |                |                           | Ivan Pilip (1963)                                              | Partito Democratico Civico (1997-1998) Unione della Libertà (1998) | 2 giugno 1997    | 2 gennaio 1998   |
|          | Tošovský       | 2 gennaio 1998            | Ivan Pilip (1963)                                              | Partito Democratico Civico (1997-1998) Unione della Libertà (1998) | 22 luglio 1998   |                  |
|          |                | Ivo Svoboda (1948-2017)   | Partito Social Democratico Ceco                                | Zeman                                                              | 22 luglio 1998   | 22 luglio 1999   |
|          |                | Pavel Mertlik (1961)      | Partito Social Democratico Ceco                                | Zeman                                                              | 22 luglio 1999   | 13 aprile 2001   |
|          |                | Jiří Rusnok (1960)        | Partito Social Democratico Ceco                                | Zeman                                                              | 13 aprile 2001   | 15 luglio 2002   |
|          |                | Bohuslav Sobotka (1971)   | Partito Social Democratico Ceco                                | Špidla                                                             | 15 luglio 2002   | 4 agosto 2004    |
| Gross    | 4 agosto 2004  | Bohuslav Sobotka (1971)   | Partito Social Democratico Ceco                                | 25 aprile 2005                                                     |                  |                  |
| Paroubek | 25 aprile 2005 | Bohuslav Sobotka (1971)   | Partito Social Democratico Ceco                                | 4 settembre 2006                                                   |                  |                  |
|          |                | Vlastimil Tlustý (1955)   | Partito Democratico Civico                                     | Topolánek I                                                        | 4 settembre 2006 | 9 gennaio 2007   |
|          |                | Miroslav Kalousek (1960)  | Unione Cristiana e Democratica - Partito Popolare Cecoslovacco | Topolánek II                                                       | 9 gennaio 2007   | 8 maggio 2009    |
|          |                | Eduard Janota (1952-2011) | Indipendente                                                   | Fischer                                                            | 8 maggio 2009    | 13 luglio 2010   |
|          |                | Miroslav Kalousek (1960)  | TOP 09                                                         | Nečas                                                              | 13 luglio 2010   | 10 luglio 2013   |
|          |                | Jan Fischer (1951)        | Indipendente                                                   | Rusnok                                                             | 10 luglio 2013   | 29 gennaio 2014  |
|          |                | Andrej Babiš (1954)       | ANO 2011                                                       | Sobotka                                                            | 29 gennaio 2014  | 24 maggio 2017   |
|          |                | Ivan Pilný (1944)         | ANO 2011                                                       | Sobotka                                                            | 24 maggio 2017   | 13 dicembre 2017 |
|          |                | Alena Schillerová (1964)  | Indipendente (2017-2021) ANO 2011 (2021)                       | Babiš I                                                            | 13 dicembre 2017 | 27 giugno 2018   |
|          | Babiš II       | Alena Schillerová (1964)  | Indipendente (2017-2021) ANO 2011 (2021)                       | 27 giugno 2018                                                     | 17 dicembre 2021 |                  |
|          |                | Zbyněk Stanjura (1964)    | Partito Democratico Civico                                     | Fiala                                                              | 17 dicembre 2021 | in carica        |

### Esplicative
1. 1 2  Ricopre anche la carica di Vice Primo ministro.
2. ↑  Ricopre anche la carica di Vice Primo ministro dal 25 aprile 2005.
3. ↑  Di nomina ODS.
4. ↑  Ricopre anche la carica di Vice Primo ministro per l'economia dal 30 aprile 2019.
5. ↑  Di nomina ANO 2011.